# مجموعة الاستطلاع والمراقبة والاستخبارات 361
مجموعة الاستطلاع والمراقبة والاستخبارات 361 التابعة للقوات الجوية الأمريكية هي وحدة استخباراتية تقع في هلبرتفيلد، فلوريدا. تقدّم المجموعة معلومات استخباراتية لفرقة العمليات الخاصة الجوية.
فُعّلت الفرقة أول مرة في الحرب الحرب العالمية الثانية بوصفها الفرقة الفوتوغرافية 11 عندما اتسعت المجموعة التخطيطية الفوتوغرافية الأولى إلى مجموعتين عام 1943. ومع أن قيادتها بقيت في الولايات المتحدة، فإن أسراب المجموعة وكتائبها خدمت في معظم مناطق الصراع. حُلّت الجموعة عام 1944، عندما أُدمجت عناصرها ووحدات استطلاع أخرى تحت الجناح الفوتوغرافي 311.

## المهمة
تدعم مجموعة الاستطلاع والمراقبة والاستخبارات 361، فرقةَ العمليات الخاصة الجوية وتقدم دعما تحليليا واستهدافيا لبقية القوات الجوية. تقدم المجموعة تحذيرات من التهديدات، وتعزز الوعي بالحالة عند طواقم فرقة العمليات الخاصة الجوية لطيف واسع من العمليات بدءًا من الصراعات إلى الإغاثة الإنسانية. تستعمل المجموعات والوحدات التابعة لها دراسات ثقافية وشبكيّة لتعزز تكتيكاتها وعملها الجماعي في مجتمع العمليات الخاصة، كما تتولى بحث مواقع الاتصالات وتطويرها. يعمل طيّارو المجموعة في أي طائرة من طائرات فرقة العمليات الخاصة الجوية تقريبا.

## التاريخ

### الحرب العالمية الثانية
فُعِّلت مجموعة الاستطلاع والمراقبة والاستخبارات 361 أولا باسم الفرقة الفوتوغرافية 11 في مطار ريدنغ العسكري في بنسلفانيا في ديسمبر 1943. كانت أسرابها الأساسية هي الأسراب 1 و19 الفوتوغرافية التخطيطية في مطار بريدلي، وكونيكتيكت والسرب 3 الفوتوغرافي الاستطلاعي في مطار مكديل في فلوريدا. نُقلت هذا الأسراب الثلاثة كاملة إلى المجموعة الفوتوغرافية التخطيطية الأولى في مطار بولنغ في منطقة كولومبيا. ومع ذلك فقد انتشرت مجموعة من السرب 19 في مدينة المكسيك حتى 20 ديسمبر. في يناير 1944، انتقلت القيادة العامة والسربان اللذان في برادلي إلى مكديل حيث كان السرب الثالث.
لم يطل مقام السرب 19 في مكديل، لأنه انتقل إلى القاهرة في مصر يوم 30 يناير، ثم إلى قاعدة ديفرسوار الجوية، في مصر بعد أربعة أيام. بقي السرب في مصر طول مدة اتباعه للمجموعة 11. في أبريل 1944 انتقل السرب الثالث إلى مطار سموكي هيل العسكري في كانساس، حيث بدأ التدريب على طائرات بوينغ F-13 سوبرفورترس تحضيرا لنقله في سبتمبر إلى سايبان حيث بدأ مهمات استطلاعية طويلة المدى للقوة الجوية العشرين، مع أنه كان يتبع للحادية عشر.
ضمّت المهمات الأولى للمجموعة رسم الخرائط الفوتوغرافية للولايات المتحدة الأمريكية، وإرسال الكتائب إلى مسرح الأحداث في الصين وبورما والهند، والشرق الأدنى والأوسط، والمكسيك، وكندا، وألاسكا، والكاريبيان لإنجاز مهمات مماثلة. حُلّت المجموعة في 5 أكتوبر عام 1944 ونُقلت أسرابها مباشرة إلى الجناح الفوتوغرافي 311.

### العمليات الاستخباراتية
أعادت القوات الجوية تشكيل المجموعة باسم مجموعة الاستخبارات التكتيكية 361 في 31 يوليو 1985، ولكنّها لم تفعّلها. ثم سمّيت المجموعة باسم مجموعة الاستطلاع والمراقبة والاسخبارات 361 في أكتوبر 2008، وفي 29 أكتوبر، فعّلت وكالة الاستطلاع والمراقبة والاستخبارات الجوية المجموعة، في مطار هلبرت في فلوريدا. امتلكت المجموعة الجديدة، تحت إمرة فرقة العمليات الخاصة الجوية سرب الاستخبارات 19 في مطار بوب العسكري، في شمال كارولينا، وسرب الاستخبارات 25 في مطار هلبرت في فلوريدا.

## السيرة
- تشكّلت باسم المجموعة الفوتوغرافية 11 (لرسم الخرائط) في 19 نوفمبر عام 1943.
- فُعّلت في ديسمبر 1943.
- حُلّت في 5 أكتوبر عام 1944.
- أعادت القوات الجوية تشكيل المجموعة باسم مجموعة الاستخبارات التكتيكية 361 في 31 يوليو 1985.
- ثم سُمّيت مجموعة الاستطلاع والمراقبة والاستخبارات 361 في 10 أكتوبر 2008.
- فُعّلت في 29 أكتوبر 2008.

## التعيينات
- القوات العسكرية الجوبة، 1 ديسمبر 1943.
- الجناح الفوتوغرافي 311، 5 مارس إلى 5 أكتوبر 1944.
- وكالة الاستطلاع والمراقبة والاستخبارات الجوية (سميت بعد ذلك القوة الجوية 25)، من 29 أكتوبر 2008 إلى 18 يناير 2015.
- جناح الاستطلاع والمراقبة والاستخبارات 363، في 18 يناير 2015 إلى اليوم.

## المكونات
- سرب التخطيط الفوتوغرافي الأول، 1 ديسمبر 1943 إلى 5 أكتوبر 1944.
- سرب الاستطلاع الفوتوغرافي الثالث، 1 ديسمبر 1943 إلى 5 أكتوبر 1944.[2]
- سرب التخطيط الفوتوغرافي 19، 1 ديسمبر 1943 إلى 5 أكتوبر 1944.[2]
- سرب الاستخبارات 25، من 29 أكتوبر 2008 إلى اليوم.[2]
- مطار هلبرت، فلوريدا.
- سرب الاستخبارات 19، من 29 أكتوبر 2008 إلى اليوم.
- مطار بوب العسكري، كارولينا الشمالية.
- سرب الاستخبارات 43، من 1 نوفمبر 2011 إلى اليوم.
- قاعدة كانون الجوية، نيومكسيكو.
- سرب الاستخبارات 306، من 12 أكتوبر 2012 إلى اليوم.
- قاعدة ول روغرز الوطنية الجوية، أوكلاهوما.

## المقرات
- مطار ريدنغ العسكري في بنسلفانيا، 1 ديسمبر 1943.
- مطار مكديل في فلوريدا، من 5 يناير إلى 5 أكتوبر 1944.
- مطار هلبرت، فلوريدا، من 29 أكتوبر 2008 إلى اليوم.

## الحملات والجوائز
مع أن أسراب المجموعة وعناصرها حصلت على تصديقات لخدمتها وحملاتها في الحرب العالمية الثانية، فإن القيادة العامة للمجموعة الفوتوغرافية 11 لم تحصل على أي تصديق، ولم تكن فاعلة وقتا كافيا حتى تحصل على تصديق خدمة من أجل الهجمات على أمريكا في الحرب العالمية الثانية.